# Bodø
Bodø  [ˈbuːˈdø] (?·pàg.) és una ciutat i municipi de Nordland, Noruega. Amb 51.022 habitants (2017), és la segona ciutat més poblada de la regió més septentrional de Noruega, Nord-Norge, i és la capital del comtat de Nordland.
La ciutat és situada al nord del cercle polar àrtic, tot i que les seves temperatures no són gaire baixes per la seva elevada latitud. Bodø té sol de mitjanit del 4 de juny al 8 de juliol però no té nit polar.
Des del final de la Segona Guerra Mundial, Bodø ha experimentat un important desenvolupament econòmic basat en el sector terciari (especialment comunicacions i transports) gràcies a la seva posició entre el mar i l'interior.

## Etimologia
El nom de Bodø s'ha utilitzat almenys des del segle xvi. Possiblement es tracta d'una deformació de Bodin, llogaret que en aquella època era el centre religiós de la zona. El nom Bodin probablement fa referència al significat de la paraula en nòrdic antic, «lloc al costat del riu», però també és possible que Bodø sigui un nom compost per bodeiarr («cases, habitatges») i ø («illa») i signifiqui per tant «illa de cases».

## Història

### Controvèrsia sobre l'estatus de ciutat

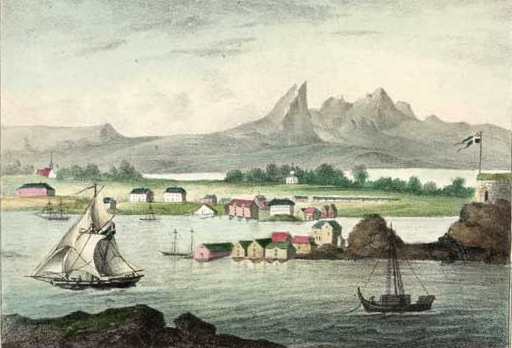
Bodø durant la transició de ciutat

Bodø fou fundada el 1816 i fou projectada com a ciutat comercial per als pescadors del nord de Noruega que fins llavors depenien de Bergen. En els anys previs a la seva fundació hi havia tres possible indrets on fer-hi la nova ciutat: Brønnøy, Vågan i Hundholmen (com es deia aleshores Bodø). En aquells temps, Noruega encara formava part de Dinamarca i, per tant, es va crear una comissió del govern danès que va comparar les tres alternatives. Hundholmen fou triada finalment el 1813 perquè la seva àrea es localitzava més al centre que Brønnøy, a part que els seus voltants comptaven amb més quantitat de fusta que Vågan. A més, des de 1605 hi havia un senyoriu a Nordland que tenia la seva seu a l'actual Bodø.
Les Guerres Napoleòniques i la cessió de Noruega a Suècia el 1814 retardaren la fundació de la ciutat. Entre el 1813 i el 1816 el govern de Bergen gestionà amb força per evitar l'establiment d'una gran ciutat a Hundholmen, ja que ho considerava una amenaça per al domini gairebé total que Bergen mantenia sobre el comerç de peix entre les illes Lofoten i l'estranger.

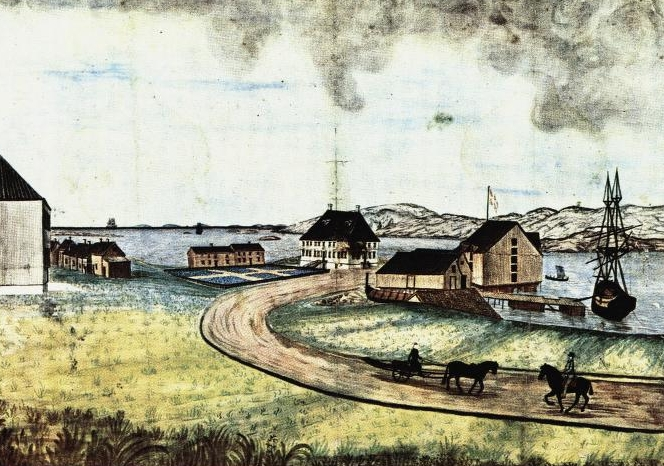
Pintura de Hundholmen (Bodø) el 1819

El 1814, Mathias Bonsak Krogh, bisbe de Nordland i Finnmark redactà una «proposta per a l'establiment d'una ciutat comercial a Bodø, Nordland». La proposta motivà grans protestes del govern de Bergen i l'Storting (el Parlament de Noruega) creà una comissió especial per tractar el cas. Les protestes de Bergen acabaren quan l'Storting es pronuncià al respecte en una votació el 1816: amb 50 vots a favor i 6 en contra, la balança s'inclinà per la fundació de la ciutat, decisió que fou sancionada pel rei Carles II el 20 de maig de 1816.

### L'estancament inicial

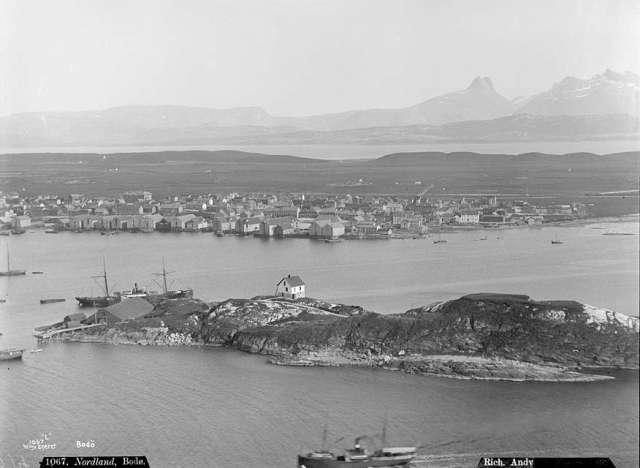
Bodø a la fi de la dècada del 1880, vista des de Lille Hjartøy amb Nyholmen al fons.

En els anys posteriors al nomenament de Bodø com a ciutat no es produí el creixement econòmic esperat, perquè el flux comercial continuà en gran part entre Lofoten i Bergen. El 1824 Bodø tenia 210 habitants i el seu feble creixement provocà que el govern considerés en més d'una ocasió la retirada de la seva categoria de ciutat.
Els dos comerciants més coneguts de Bodø durant els primers 50 anys foren Christian Jakhelln i Carl Johan Gerss. El primer, oriünd d'Aalborg, Dinamarca, seria el pioner d'una família amb una gran tradició comercial a Bodø. El segon era originari de Finlàndia, i a més del comerç legal es dedicava al contraban entre Bodø i el Regne Unit. Les activitats il·lícites de Gerss foren descobertes i resultaren en conflictes diplomàtics entre Suècia-Noruega i el Regne Unit.

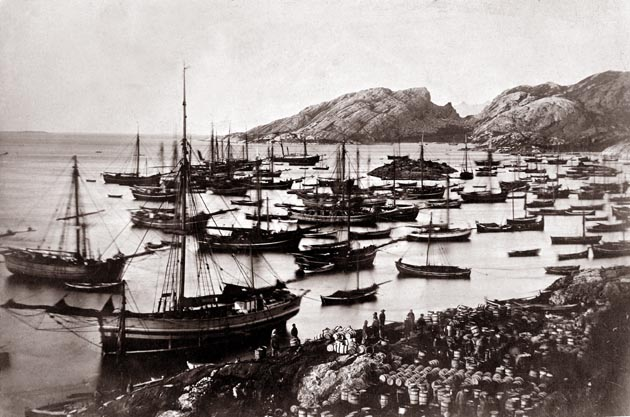
Pesca d'arengada a Bodø el 1870.

### La pesca de l'arengada i el desenvolupament de Bodø
Bodø experimentà un accelerat creixement a partir del 1855, quan s'explotà l'arribada anual d'arengades a la zona propera al port, la qual cosa va representar una nova base econòmica per a la incipient ciutat. Als anys 1870 Bodø fou una de les ciutats que més creixien de Noruega.
Quan la pesca d'arengada va disminuir en la dècada del 1880, la ciutat ja havia establert noves direccions econòmiques que mantingueren el creixement demogràfic. El 1900 Bodø ja tenia 6.000 habitants. Encara que al voltant d'aquell any la taxa de creixement va disminuir, Bodø havia passat entre el 1865 i el 1900 de ser la ciutat més petita de Nord-Norge a ser la tercera en importància, després de Tromsø i Narvik.

### La florida del comerç (1900-1940)
A
la fi del segle xix s'establiren noves empreses a la ciutat: un banc comercial, fàbriques d'envasos hermètics, una drassana i una companyia de vaixells de vapor. Quan començà el nou segle, Bodø ja s'havia establert com un centre de comerç i comunicacions. El paper de les comunicacions a la vida de la ciutat es va enfortir el 1904, quan es construí un dic d'escullera i molls pels velers, la qual cosa feu que Bodø tingués un port segur i estable. Amb l'establiment de la Companyia de Vapors de Salten el port de Bodø tingué un paper clau en el comerç de la regió. Les mercaderies que Salten necessitava eren transportades fins a Bodø des d'altres zones del país i de l'estranger a través dels transbordadors Hurtigruten, i des d'allà es transportaven a través de la companyia local de velers. Entre el 1900 i el 1940 la ciutat tingué un creixement estable, però moderat. El creixement econòmic se centrà aleshores en les activitats bancàries, el comerç, el transport i la indústria pesquera.
Una figura central en l'economia de Bodø entre el 1890 i el 1940 fou l'advocat i home de negocis Ragnar Schjølberg, que participà en el desenvolupament tant dels transports com de l'activitat fabril i bancària. Un dels projectes de Schjølberg fou la creació d'un congelador de peix a la dècada de 1920, que seria la més gran de la seva espècie a tot Europa.

### Bodø durant la Segona Guerra Mundial

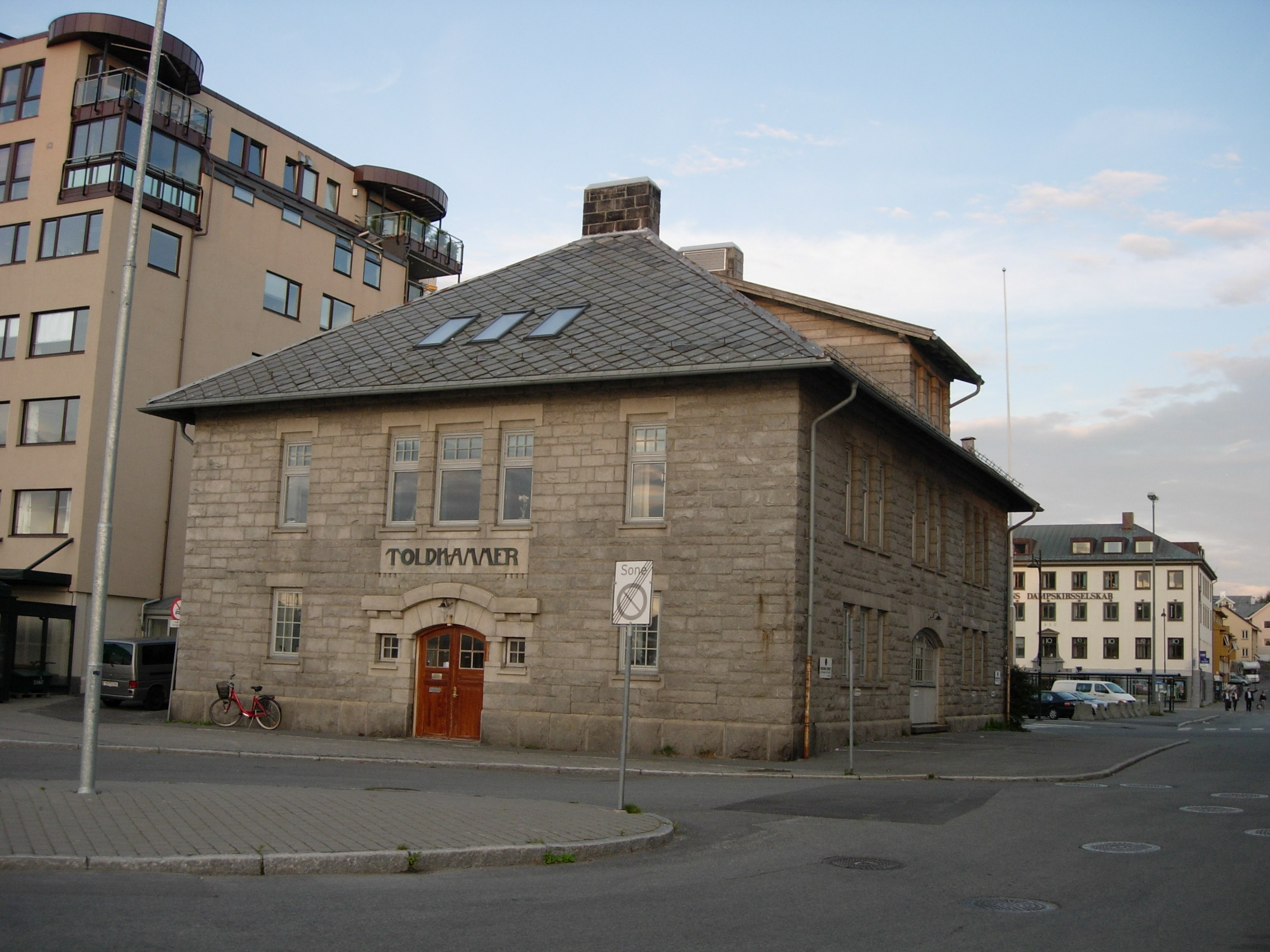
La duana de Bodø, un dels escassos edificis intactes als bombardejos aeris de la Segona Guerra Mundial

Bodø fou una de les ciutats noruegues que foren bombardejades per l'Alemanya Nazi durant la Segona Guerra Mundial. El motiu del bombardeig de la ciutat no se sap amb certesa i hi ha dues teories. Una d'elles suggereix que es tractà d'un bombardeig per terroritzar la població i disminuir la resistència del govern noruec a la invasió alemanya; l'altra s'inclina a pensar que fou una conseqüència col·lateral de la batalla de Narvik.
Durant el maig de 1940 Bodø fou sotmesa a un bombardeig aeri petit, però el 27 de maig es produí un gran atac que va deixar la major part de la ciutat en ruïnes. L'atac durà de les sis de la tarda a dos quarts de nou i consistí en més de dos-cents bombes expansives i més de mil bombes incendiàries, si bé només van morir quinze persones.
De les ciutats noruegues que foren bombardejades durant la guerra el 1940, Kristiansund, Steinkjer i Bodø foren les que més danys experimentaren. D'aquestes tres Bodø tingué el percentatge més gran de persones que es quedaren sense llar (3.700 habitants, el 59% de la població), i el 67% dels seus edificis foren destruïts. La ciutat perdé gairebé totes les seves institucions de serveis i els seus comerços; en total un 75% de les oficines, magatzems i edificis públics foren presa d'incendis. Totes les oficines municipals, les escoles i els bancs desaparegueren. L'hospital quedà tan malmès que la seva activitat hagué de ser suspesa.

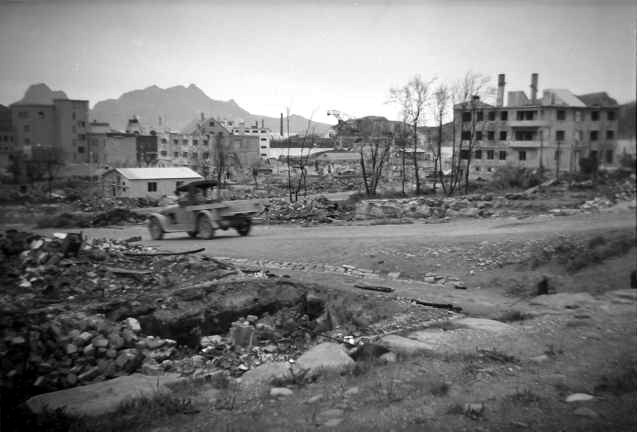
Bodø dos anys després del gran bombardeig del 1940.

#### La crisi d'habitatge
A l'estiu del 1940 s'inicià la feina per atorgar un sostre als damnificats. Això fou realitzat gràcies al fet que el govern atorgà un préstec de 300 000 corones, que s'utilitzà per construir campaments provisionals als afores, terrenys que eren destinats a albergar les noves zones de la ciutat abans de l'esclat de la guerra.
El juliol del 1940 l'associació Nasjonalhelpen (Ajuda Nacional) rebé una donació de la Creu Roja Sueca per construir cases als municipis noruecs danyats per la guerra. Les cases, de fusta, foren prefabricades a Suècia, i incloïen material de ferreria, així com serveis sanitaris i electricitat. Si bé els suecs havien pensat d'aixecar ràpidament les cases, les obres es retardaren a causa de les males condicions del temps, de la foscor hivernal i de la manca de personal qualificat. Amb tot, la major part de la construcció dels edificis civils de Bodø durant l'ocupació fou realitzada amb l'ajuda de la Creu Roja Sueca, superant la major crisi d'habitatge que hagi tingut la ciutat. El problema d'habitatge fou totalment solucionat el 1945, quan els últims habitants sense casa n'obtingueren una de nova.

### La reconstrucció i la postguerra

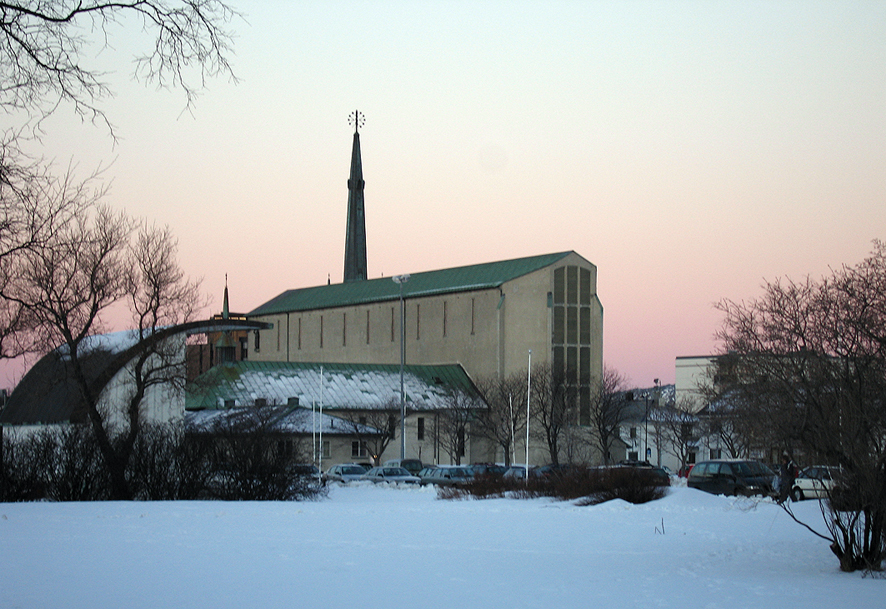
Catedral de Bodø.

El 1946, un cop assolida la pau, comença de ple la reconstrucció de Bodø. Durant la guerra, l'administració pública i els comerços ocupaven edificis provisionals. Per administrar les obres es creà una comissió de reconstrucció, que treballà fins al 1952, quan acabà oficialment la reconstrucció de la ciutat, si bé l'últim edifici reconstruït, l'ajuntament, quedà enllestit el 1959. El 1950 Bodø ja el mateix nombre aproximat de cases que abans dels bombardejos de 1940.
L'aeroport fou dissenyat per l'arquitecte Sverre Pedersen. Els dos reconeguts arquitectes Herman Munthe-Kaas i Gudolf Blakstad dissenyarem, entre altres edificis, la catedral de Bodø. La reconstrucció li donà al centre de Bodø un aspecte peculiar, amb els seus sobris edificis d'estil funcionalista típic de la postguerra. Un dels exemples més destacats de l'estil és la plaça de l'ajuntament, que es troba envoltada de quatre edificis públics: l'ajuntament, la catedral, la casa de correus i la sala de música. El centre de Bodø és un exemple clàssic de l'estil funcionalista dels primers anys de la postguerra, de la mateixa manera que Ålesund és un exemple del modernisme.
Entre el 1945 i el 1965 Bodø experimentà un vertiginós creixement de 5.415 a 14.054 habitants. Aquest creixement és característic de la ciutat durant tot el període de postguerra i encara continua a principis del segle XXI. El major augment de població ocorregué a la dècada del 1950, quan s'assolí la xifra del 40% respecte de la dècada anterior. A l'inici de la dècada del 1960 Bodø va superar a Narvik en població i va esdevenir la segona ciutat més gran de Nord-Norge.
Als anys 1950 i 1960 Bodø feu un fort impuls quant a les comunicacions. Abans de la guerra, la xarxa de ferris Hurtigruten i en certa manera la carretera nacional E06 a través de les muntanyes Saltfjellet eren les úniques rutes efectives de transport que comunicaven a Bodø. A part de l'aeroport del 1947, el 1950 s'inicià la construcció d'una base aèria militar. El 12 de maig de 1952 s'inaugurà la primera ruta civil aèria entre Bodø i Oslo. Les comunicacions milloraren encara més el 1961 quan la línia ferroviària de la Línia de Nordland inaugurà el seu tram entre Bodø i Trondheim.

#### Bodø durant la guerra freda

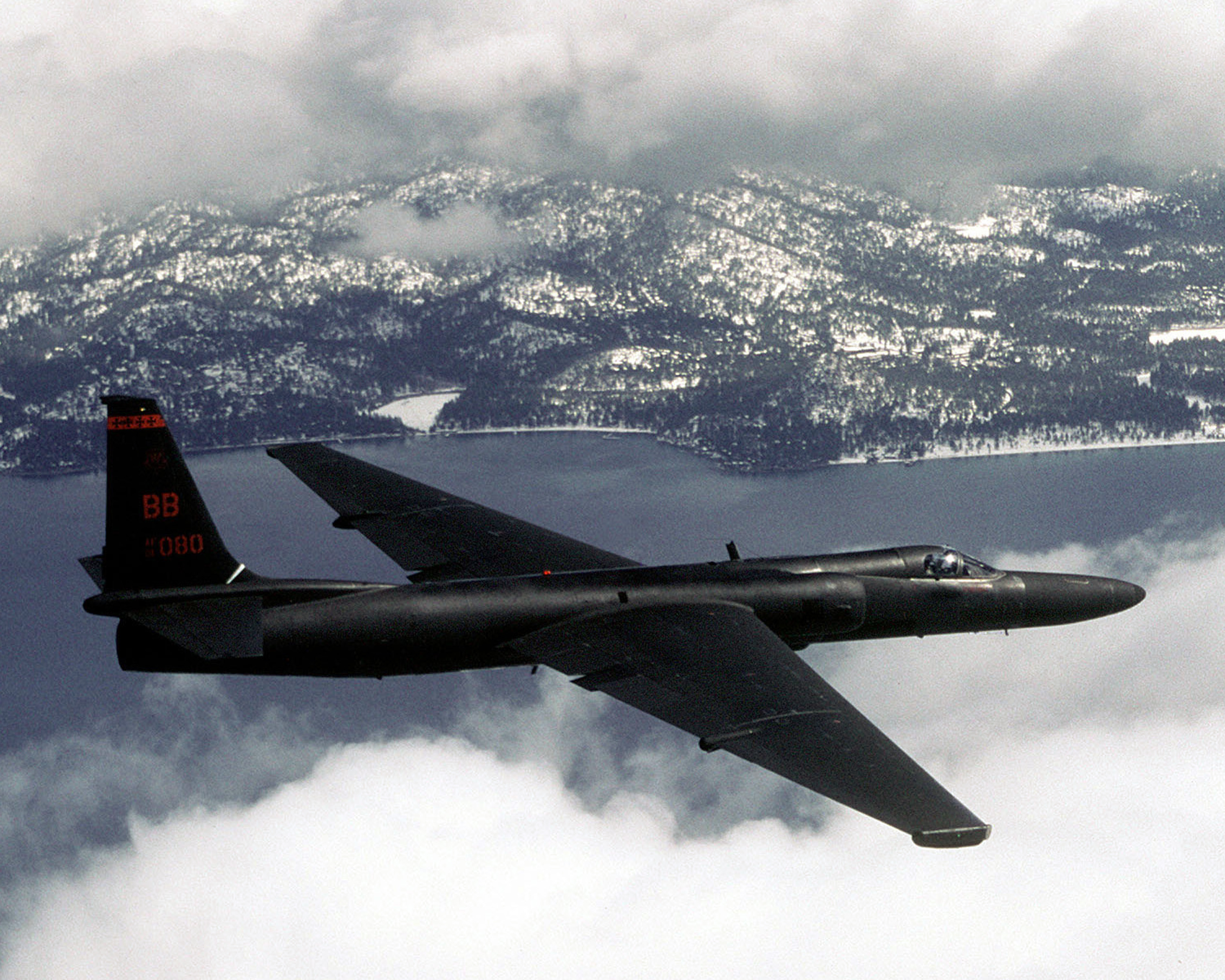
Un avió nord-americà com el de l'incident de l'U-2.

Durant la postguerra Bodø tingué una posició especial durant la guerra freda entre l'OTAN i el Bloc de l'Est. La base aèria de Bodø fou una articulació en l'estratègia defensiva de l'OTAN i un possible punt d'avançada en cas d'un eventual atac de la Unió Soviètica. Entre 1950 i 1955 la base aèria fou ampliada i utilitzada com a caserna principal del comando aeri de Nord-Norge.
Des del 1958 fins al 1974 les instal·lacions militars de Bodø foren expandides per albergar al comandament superior de la regió. A Reitan, una zona muntanyosa dels afores de la ciutat, es construïren les instal·lacions que serien ocupades des del 1963 pel 
comandament suprem militar de Nord-Norge. La comanda naval Nord-Norge també s'establí al districte i el 1971 tots aquests comandaments foren integrats en un de sol, el Comando de Defensa Nord-Norge (Forsvarskommando Nord-Norge), que també tingué la seva seu central a Bodø.
L'aeroport de Bodø fou un dels escenaris del famós incident de l'U-2, quan un avió nord-americà U-2 que es dirigia a Bodø després d'una missió d'espionatge fou enderrocat a la Unió Soviètica l'1 de maig de 1960.

### Història municipal
L'1 de gener de 1938, una part del municipi de Bodin (població: 559) fou traslladada a la ciutat de Bodø. L'1 de gener de 1959, una altra part de Bodin (població: 1.303) es transferí a Bodø.
L'1 de gener de 1968, el municipi de Bodin fou combinat a la ciutat de Bodø, duplicant la població de la ciutat. L'1 de gener de 1984, les zones de Tårnvika i Øygarden (població: 22) al nord-est de Kjerringøy al municipi de Sørfold foren traslladades a Bodø. L'1 de gener de 2005, tot el municipi de Skjerstad es va fusionar amb el municipi de Bodø.

### Escut d'armes
L'escut d'armes de Bodø és modern, concedit el 24 de juliol de 1959. L'escut mostra un sol groc sobre un fons vermell. L'escut representa el sol de mitjanit.

## Geografia

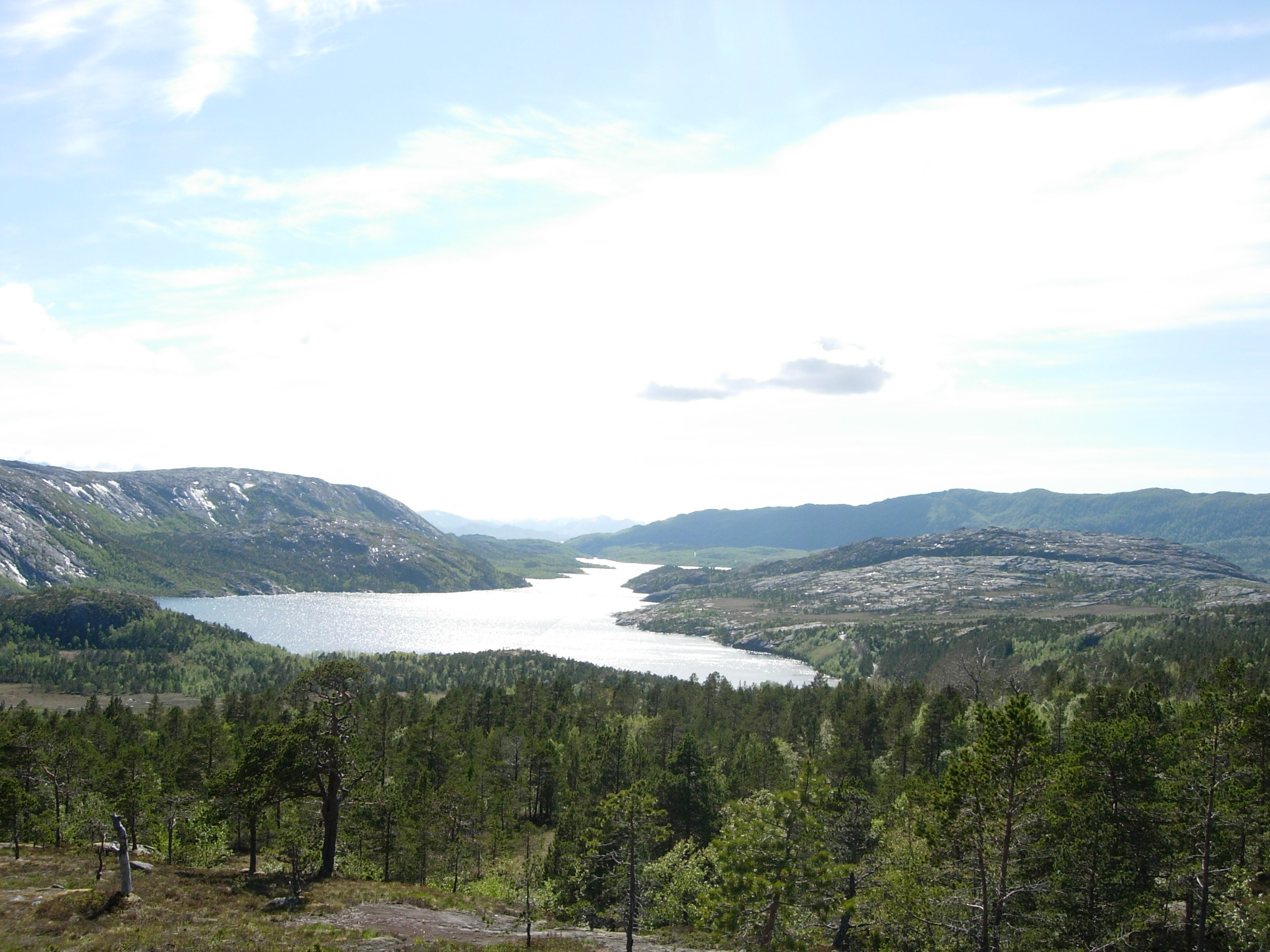
El Vatnvatnet és el tercer llac més gran de Bodø, i va ser creat per les glaceres. L'àrea de Norland és típicament boscosa a les valls que acaben als fiords i llacs. El terreny al voltant consta de pujols de roca.

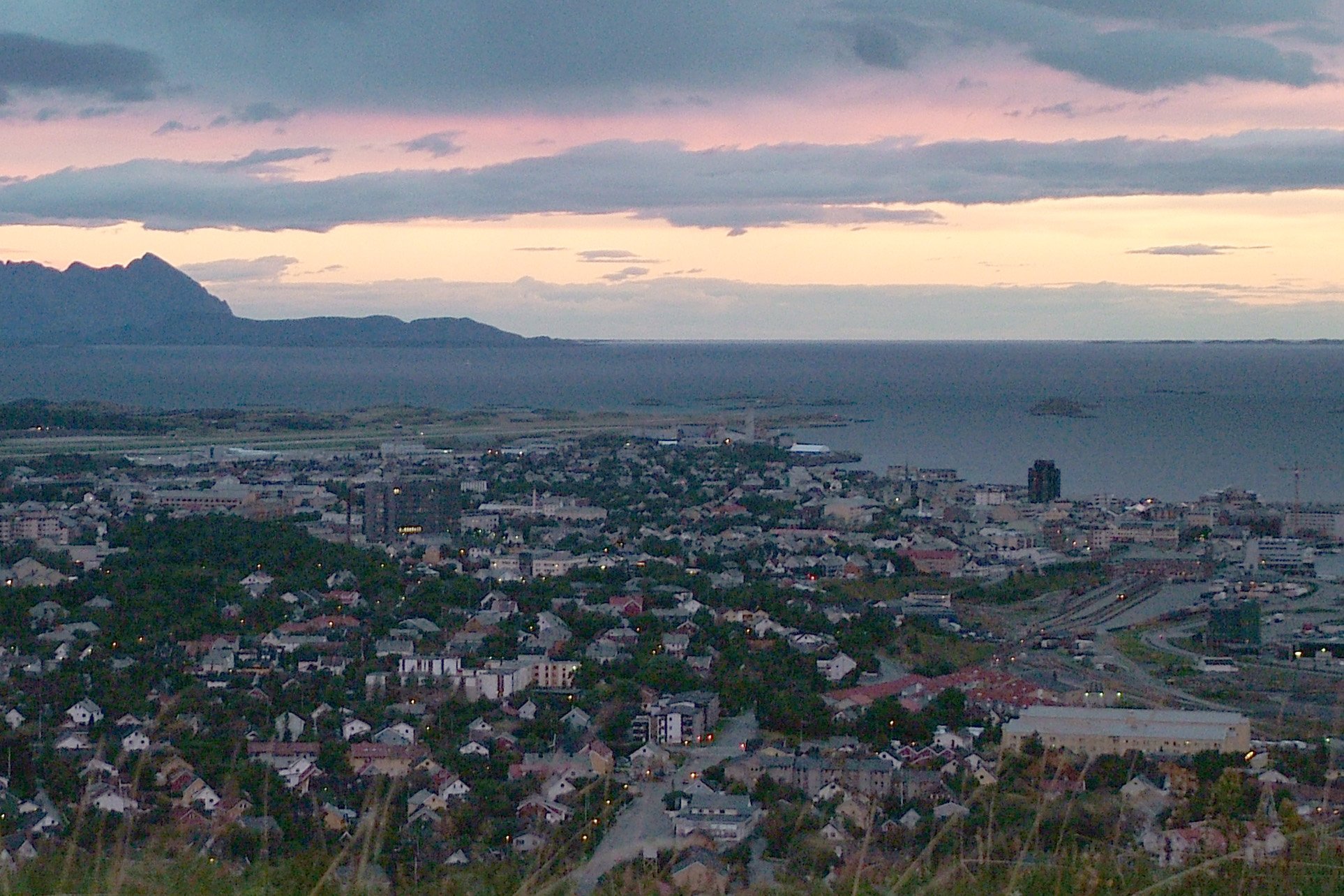
Bodø és una ciutat bastant compactada. L'aeroport (a dalt a l'esquerra), el port (a dalt a la dreta) i l'estació de tren (a baix a la dreta) són a poca distància els uns als altres.

El municipi de Bodø es localitza en el centre-oest del comtat de Nordland. Confina al nord i a l'oest amb el Mar de Noruega, al nord-est amb el municipi de Sørfold, a l'est amb Fauske i Saltdal i al sud amb Beiarn i Gildeskål. Les seves coordenades són 67° 18' N 14° 32' E. Té una superfície de 1.392 km².
La ciutat es troba just al nord del cercle polar àrtic, on el sol de mitjanit és visible des del 2 de juny al 10 de juliol. A causa de la refracció atmosfèrica, no hi ha una veritable nit polar a Bodø, però per acció de les muntanyes del sud de Bodø el sol no és visible des de la ciutat des de principis de desembre fins a principis de gener. El juny és el mes amb el nombre mitjà d'hores de sol més alt a Bodø, amb 221 hores.
La ciutat té el corrent de marea més fort del món, amb velocitats d'aigua que arriben a 22 nusos (41 km) a Saltstraumen, situat a uns 30 quilòmetres al sud-est de Bodø. Kjerringøy és un antic poble costaner de comerciants ben conservat a 40 quilòmetres al nord de Bodø. Amb el seu posat escènic i amb edificis autèntics, s'hi han rodat diverses pel·lícules en aquest petit port, incloent Benoni og Rosa (basada en la novel·la de Knut Hamsun), I am Diana i Telegrafisten.
L'Skjerstadfjorden, a la costa de Bodø, s'acaba a través de l'estret de Saltstraumen al Saltfjorden. El Saltfjorden després flueix cap a l'oest fins al Vestfjorden. Hi ha nombrosos llacs a la zona, així com altes muntanyes. També hi ha diverses illes i illots a la costa de Bodø, i són necessaris diversos ponts per connectar les illes amb el continent. A la zona hi ha diversos fars.

### Clima

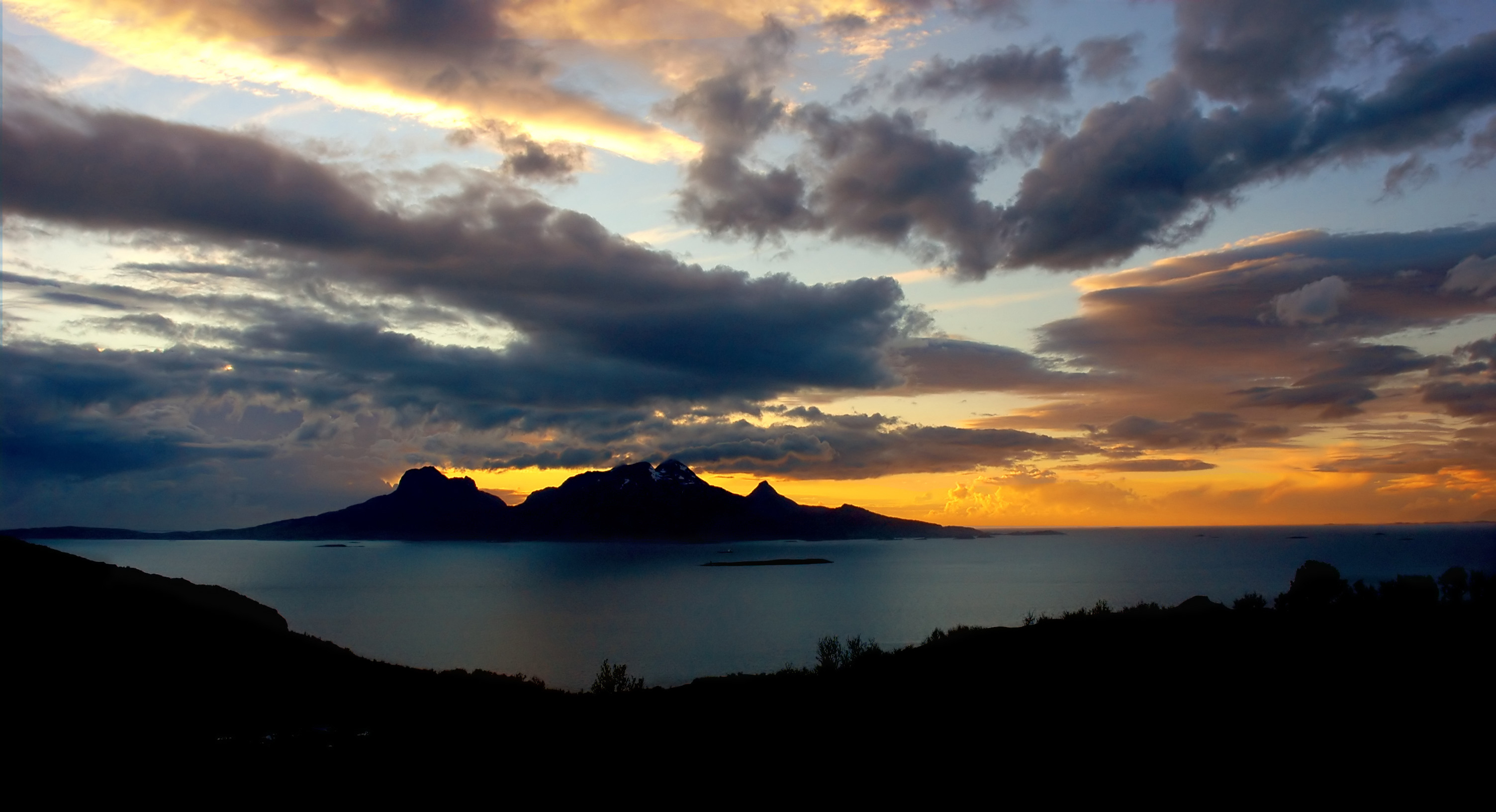
Sol de Mitjanit des del darrere de Landegode, que es pot veure entre el 30 de maig i el 12 de juliol. Observi el cel brillant darrere dels núvols.

Bodø té un clima subàrtic i està situat just al nord de la frontera amb el clima temperat. El clima de Bodø és, però, un dels més rars d'Europa, només semblant a zones de la costa del nord d'Europa i del sud d'Alaska. La majoria de zones amb clima subàrtic tenen aquest clima a causa de la llarga distància amb costa, ja que el clima no es veu afectat per corrents oceàniques, preferiblement entre els 50 ° i els 70° N. Això dona a Bodø hiverns llargs i freds i estius curts però calorosos, tot i que amb petites característiques especials, com ara estius calorosos però no excessivament i hiverns freds però amb temperatures no gaire per sota de zero. La zona és lliure de permagel, de manera que l'agricultura és físicament possible a la regió. Això és en gran part gràcies al Corrent del Golf.
Bodø és coneguda pels seus forts vents, i és que de fet la majoria de noruecs associen Bodø amb el vent. El vent en general bufa d'oest a sud-oest, excepte a l'hivern. No obstant això, a la zona boscosa de Bodømarka, al nord-est de la ciutat, se sap que hi fa menys vent. Les estadístiques mostren que bufa més el vent a Bodø a la tardor i hivern, mentre que la primavera i l'estiu són és més calmat. El gener és el mes amb més temporals mentre que el juliol és el més mes tranquil.
La temperatura mitjana anual és de 5.4 °C i la Precipitació atmosfèrica mitjana anual és de 1.020 mil·límetres. La temporada més seca dura de l'abril fins al juny. El mes més fred mai registrat va ser el febrer de 1966 amb una mitjana de -8.9 °C, i el més càlid va ser el juliol de 2014 amb una mitjana de 17,3 °C. Els últims anys han tendit a ser més càlids. Sota la Classificació Climàtica de Köppen la ciutat es troba a la frontera entre "Cfb" (oceànic) i "Cfc" (subpolar oceànic).
| Dades climàtiques a Bodø           | Dades climàtiques a Bodø | Dades climàtiques a Bodø | Dades climàtiques a Bodø | Dades climàtiques a Bodø | Dades climàtiques a Bodø | Dades climàtiques a Bodø | Dades climàtiques a Bodø | Dades climàtiques a Bodø | Dades climàtiques a Bodø | Dades climàtiques a Bodø | Dades climàtiques a Bodø | Dades climàtiques a Bodø | Dades climàtiques a Bodø |
| Mes                                | gen                      | febr                     | març                     | abr                      | maig                     | juny                     | jul                      | ag                       | set                      | oct                      | nov                      | des                      | anual                    |
| ---------------------------------- | ------------------------ | ------------------------ | ------------------------ | ------------------------ | ------------------------ | ------------------------ | ------------------------ | ------------------------ | ------------------------ | ------------------------ | ------------------------ | ------------------------ | ------------------------ |
| Màxima mitjana °C (°F)             | 1 (34)                   | 0 (32)                   | 1 (34)                   | 5 (41)                   | 9 (48)                   | 13 (55)                  | 16 (61)                  | 15 (59)                  | 12 (54)                  | 7 (45)                   | 4 (39)                   | 2 (36)                   | 7.1 (44.8)               |
| Mitjana diària °C (°F)             | −0.5 (31.1)              | −1.5 (29.3)              | −0.5 (31.1)              | 3.5 (38.3)               | 7.5 (45.5)               | 11 (52)                  | 14 (57)                  | 13 (55)                  | 10 (50)                  | 5.5 (41.9)               | 2.5 (36.5)               | 0.5 (32.9)               | 5.42 (41.76)             |
| Mínima mitjana °C (°F)             | −2 (28)                  | −3 (27)                  | −2 (28)                  | 2 (36)                   | 6 (43)                   | 9 (48)                   | 12 (54)                  | 11 (52)                  | 8 (46)                   | 4 (39)                   | 1 (34)                   | −1 (30)                  | 3.8 (38.8)               |
| Precipitació mitjana mm (polzades) | 86 (3.39)                | 64 (2.52)                | 68 (2.68)                | 52 (2.05)                | 46 (1.81)                | 54 (2.13)                | 92 (3.62)                | 88 (3.46)                | 123 (4.84)               | 147 (5.79)               | 100 (3.94)               | 100 (3.94)               | 1.020 (40,16)            |
| Mitjana mensual d'hores de sol     | 8.1                      | 43.0                     | 114.0                    | 158.7                    | 218.8                    | 220.7                    | 172.0                    | 166.5                    | 98.4                     | 54.3                     | 16.3                     | 0.4                      | 1.271,2                  |
| Font:                              |                          |                          |                          |                          |                          |                          |                          |                          |                          |                          |                          |                          |                          |

### Natura

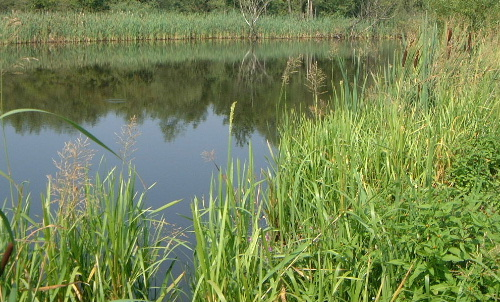
Zona humida de la reserva de Bliksvær

A més de Saltstraumen, el municipi de Bodø té un munt de llocs per oferir als excursionistes. A uns 10 quilòmetres al nord de Bodø es troba l'àrea de recreació popular de Geitvagen. L'àrea està habitada per un gran nombre d'àguiles marines. El Parc Nacional de Sjunkhatten està parcialment situat al municipi de Bodø, i també hi ha 17 reserves naturals. La reserva natural de Sundstraumlian protegeix un bosc mixt amb llit de roca de marbre, pinedes costaneres, i un bosc de bedoll amb moltes orquídies. A la reserva natural de Bliksvær hi ha ocells de molts tipus, per la qual cosa és un lloc turístic.

## Demografia
El municipi de Bodø tenia 50.022 habitants l'1 de gener de 2017 en una àrea de 393 km², dels quals 83 km² són f'aigua dolça. La seva densitat de població era de 38 habitants per quilòmetre quadrat, que fan de Bodø el quart municipi més densament poblat de Nordland. L'Oficina Central d'Estadístiques de Noruega defineix els assentaments noruecs, i les dades indiquen que la ciutat de Bodø (només, sense comptar amb els habitants de la resta del terme municipal) comprèn 39.384 habitants (2014), que la converteix en la ciutat més gran del nord de Noruega i Trondheim és la ciutat més propera amb més habitants. La densitat de població de la ciutat també és gran, de 2 472,65 habitants en 15.50 km². Entre les 50 ciutats més grans de Noruega Bodø és la cinquena ciutat més densament poblada, després d'Oslo, Trondheim, Tromsø i Stavanger/Sandnes. Per tant, Bodø no només és una ciutat mitjana, ja que és més densament poblada que altres grans ciutats de Noruega com Bergen, Kristiansand i Drammen.
Dels 50,185 habitants del municipi, 43.773 viuen a la ciutat, mentre que 4.533 viuen en el que s'anomenen zones rurals. La població de l'aglomeració de la ciutat constitueix en el 88% de la població del municipi. A més de la gran ciutat de Bodø, hi ha dues localitats més al municipi municipi. Aquestes són Løding i Lopsmarka, amb 3.024 i 2.222 habitants l'1 de gener de 2014. L'antic centre administratiu del municipi de Skjerstad, Misvær, ho va ser fins al 2012 i també es considera una ciutat amb 232 habitants en el cens de 2012.

Evolució demogràfica del municipi de Bodø.

## Economia

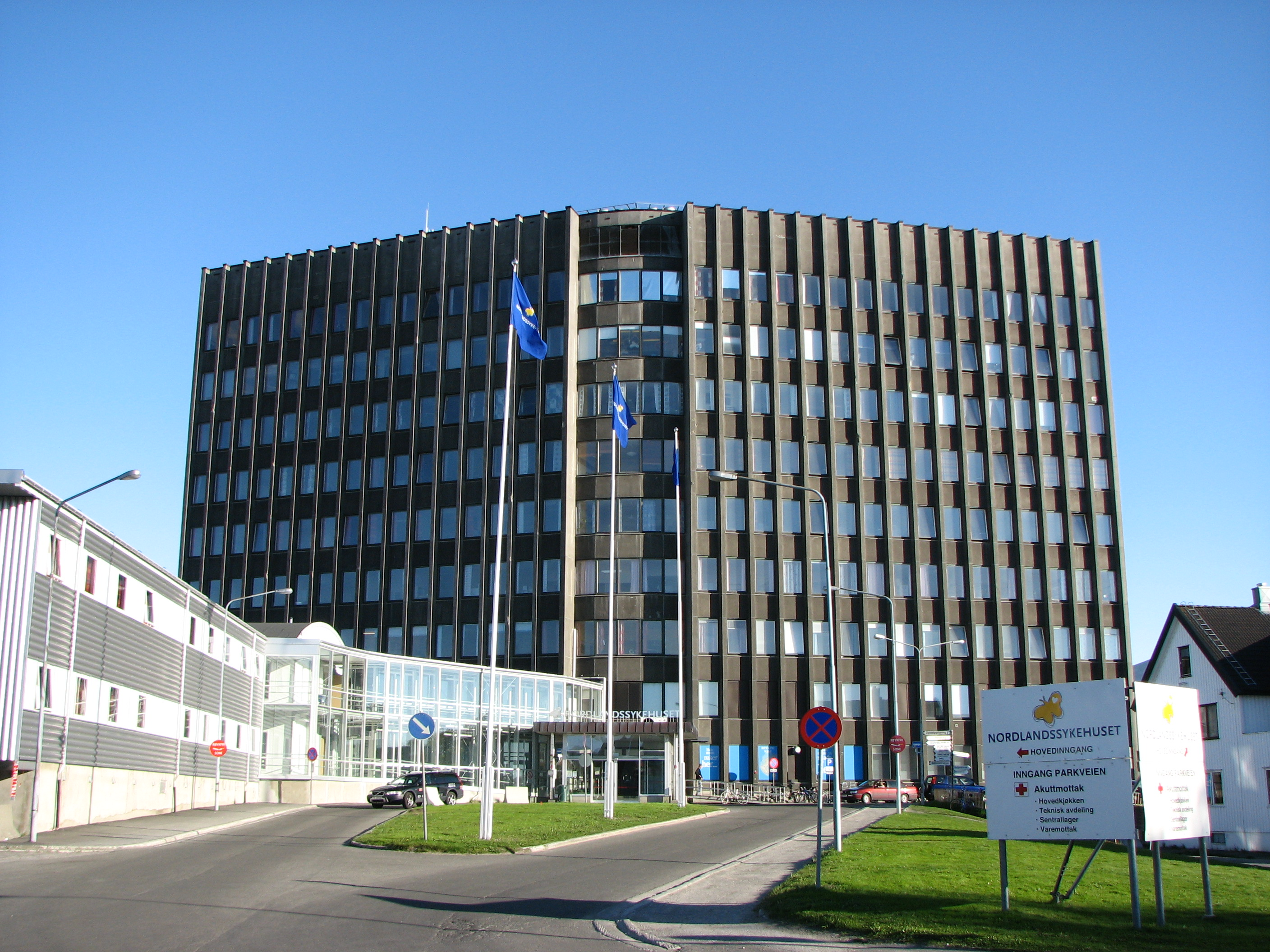
Oficines centrals del Nordlandsbanken, a Bodø.

Històricament la indústria pesquera ha tingut un paper central en el desenvolupament de Bodø, però després de la guerra mundial la construcció d'alguns edificis, entre ells la base aèria de la Reial Força Aèria Noruega, van canviar l'orientació econòmica de la ciutat de la indústria primària al dels serveis. El 2004 un 87% de la població econòmicament activa del municipi treballava al sector de serveis. A més de la base aèria, el municipi ofereix nombroses places relacionades amb l'activitat governamental que li confereix el fet de ser capital comtal, amb l'educació universitària i amb els serveis de salut (Bodø és la seu de Helse Nord, l'Agència Regional de Salut pel Nord de Noruega).
Diverses de les grans empreses del nord de Noruega tenen les seves seus a Bodø, com el Nordlandsbanken (el Banc de Nordland) i la línia aèria Widerøe. L'antiga Nord-Norges Salgslag -ara Nortura-, empresa d'indústria alimentària, manté des de la fi de la Segona Guerra Mundial un rastre i una planta processadora de carnis, que es dedica especialment a la fàbrica d'embotits.

## Educació i mitjans de comunicació

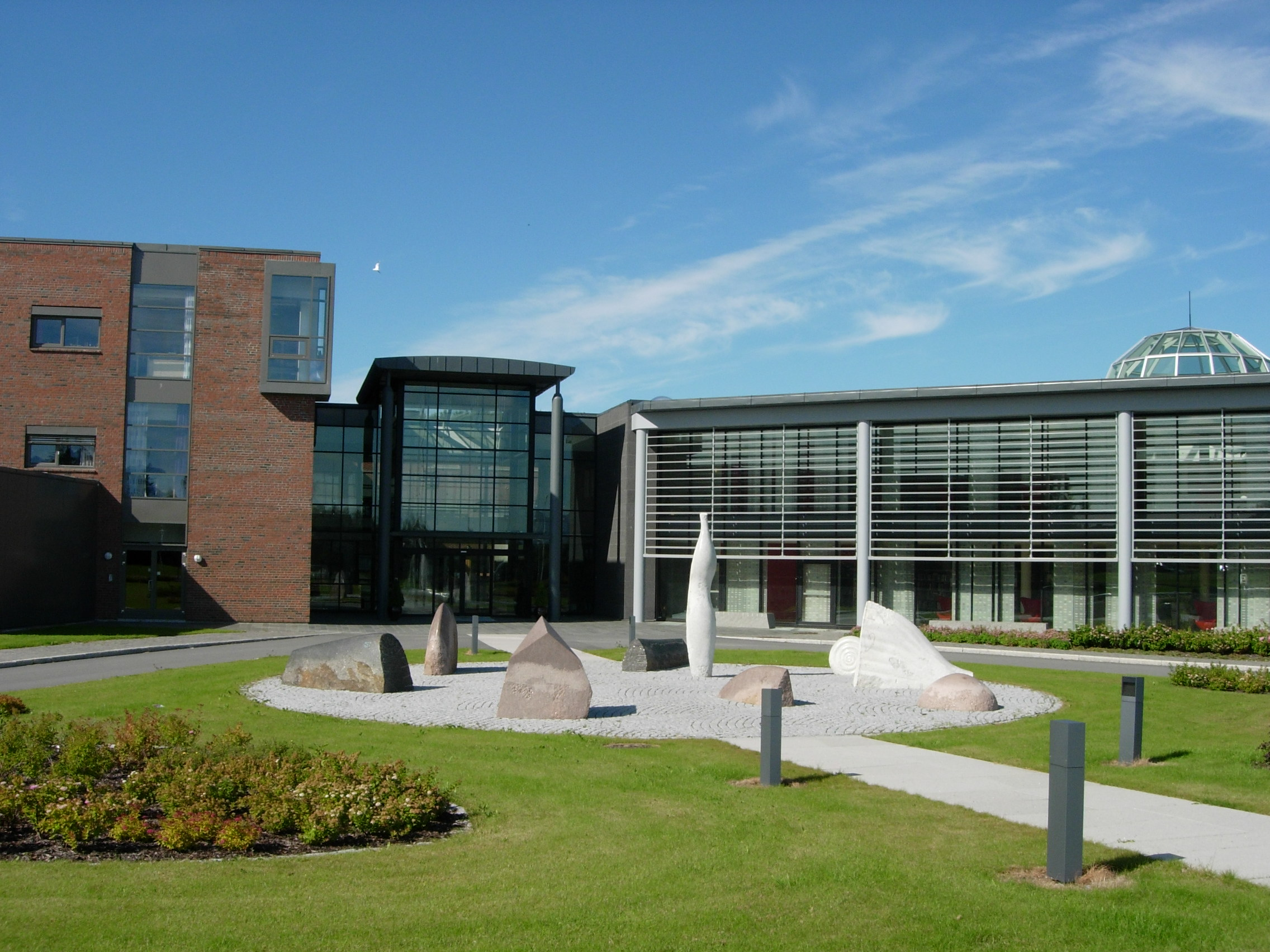
Universitat de Bodø

Bodø és una de les ciutats del nord-Norge amb més tradició en l'educació superior. Des del 1895 la ciutat tenia un col·legi privat de batxillerat, que és públic des del 1900. El 1920 es va fundar l'Escola d'Infermeria de Bodø i el 1951 la ciutat va tenir la seva Escola Superior de Mestres. L'oferta educativa va créixer el 1970, quan es va obrir la Universitat de Bodø, que impartia les carreres d'economia i administració d'empreses, estudis pesquers, i treball social. En els anys posteriors la institució va créixer i a la primera dècada del segle xxi és un dels col·legis més ben qualificats per obtenir el grau d'universitat. La Universitat de Bodø és a més l'única institució superior
pública, a més de l'Escola Superior de Comerç de Bergen, que atorga el grau de siviløkonom (economista civil) a Noruega. A més, la universitat atorga també beques per al grau de doctor.
L'agost de 1997 es va inaugurar el campus de Col·legi Universitari Noruec de Policia, convertint a Bodø en una de les dues ciutats noruegues que imparteixen educació policial a nivell professional (l'altra és Oslo).
L'Escola de Sant Eystein és l'única escola privada a Bodø i una de les quatre escoles primàries catòliques de Noruega; la resta de l'educació primària i secundària és impartida per l'Estat. El 25% dels alumnes d'educació secundària a Nordland van a l'Escola Secundària de Bodø o a la de Bodin, ambdues localitzades al municipi.
L'únic diari imprès és l'Avisa Nordland, resultat de la fusió del Nordlands Framtid i Nordlandposten el 2002. A més es distribueix en forma gratuïta el setmanari Bodø NU i existeix en diari on-line AvisaBodø. En ràdio i televisió, la NRK té una seu regional a Bodø, la NRK Nordland.

## Defensa

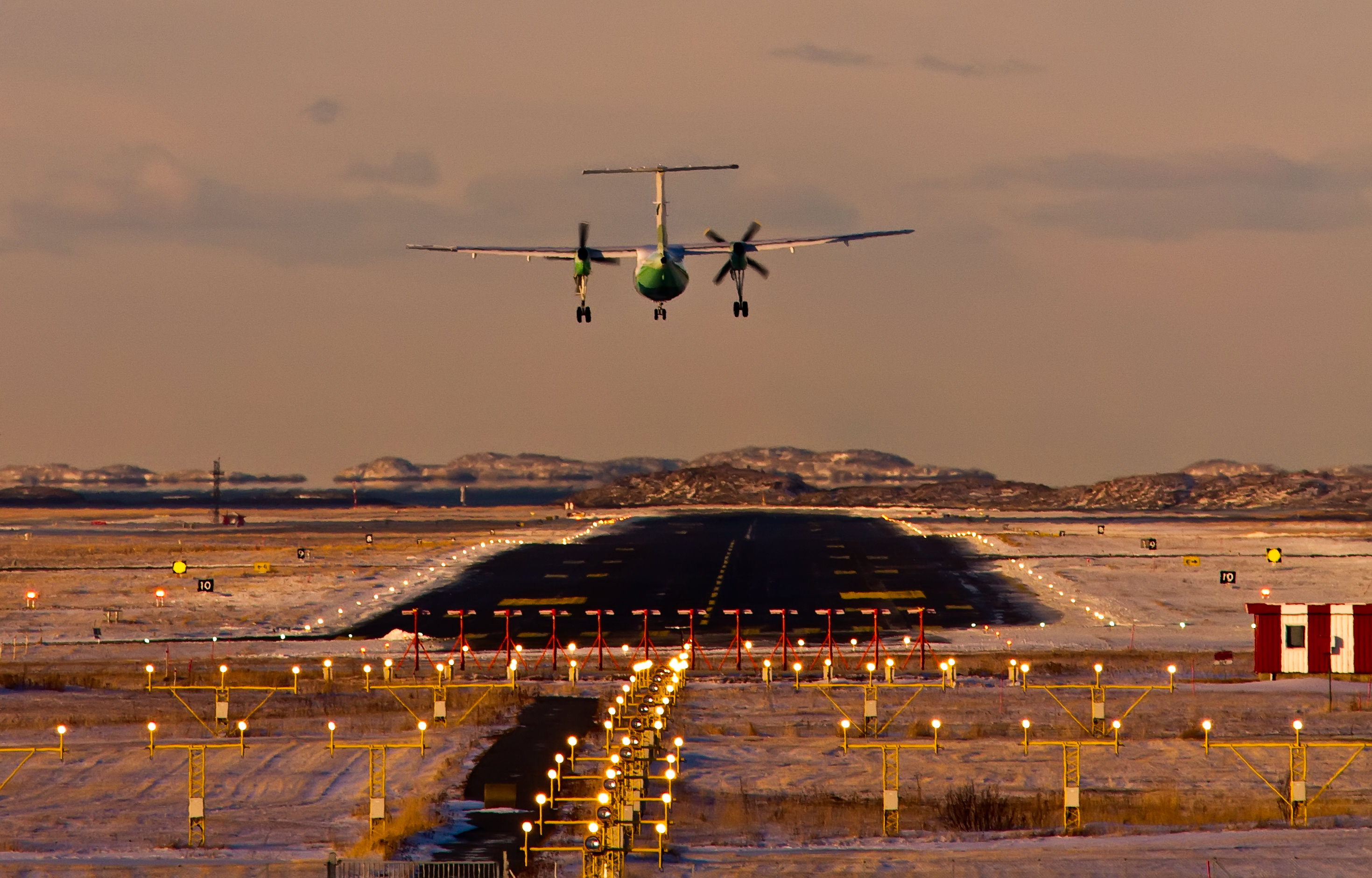
Un Widerøe Dash 8 aterrant a Bodø.

Bodø té una llarga història amb les Forces Armades de Noruega, i especialment de la Reial Força Aèria de Noruega (RNoAF). La Caserna General operativa de les Forces Armades Conjuntes de Noruega es troba a Reitan, a l'est de Bodø. Parts de les forces aèries de l'OTAN que assisteixen a la Resposta Freda anual estan estacionades a l'estació aèria principal de Bodø. Bodø MAS és una important base aèria militar de Noruega, que alberga dos terços dels F-16 combatents a la força de Noruega i dos de RNoAFs SAR Sea Kings. Bodø, competint amb Ørland i Evenes, és candidat a la Base Aèria del Nord en el nou sistema RNoAF.
Bodø té un carrer anomenat Porta del General Fleischer en honor de Carl Gustav Fleischer. Bodø va rebre atenció internacional durant la Crisi d'U-2 al maig de 1960, quan es va saber que el pilot nord-americà pilot Gary Powers va ser derrocat sobre la Unió Soviètica en el seu camí des del Pakistan a Bodø.

## Política

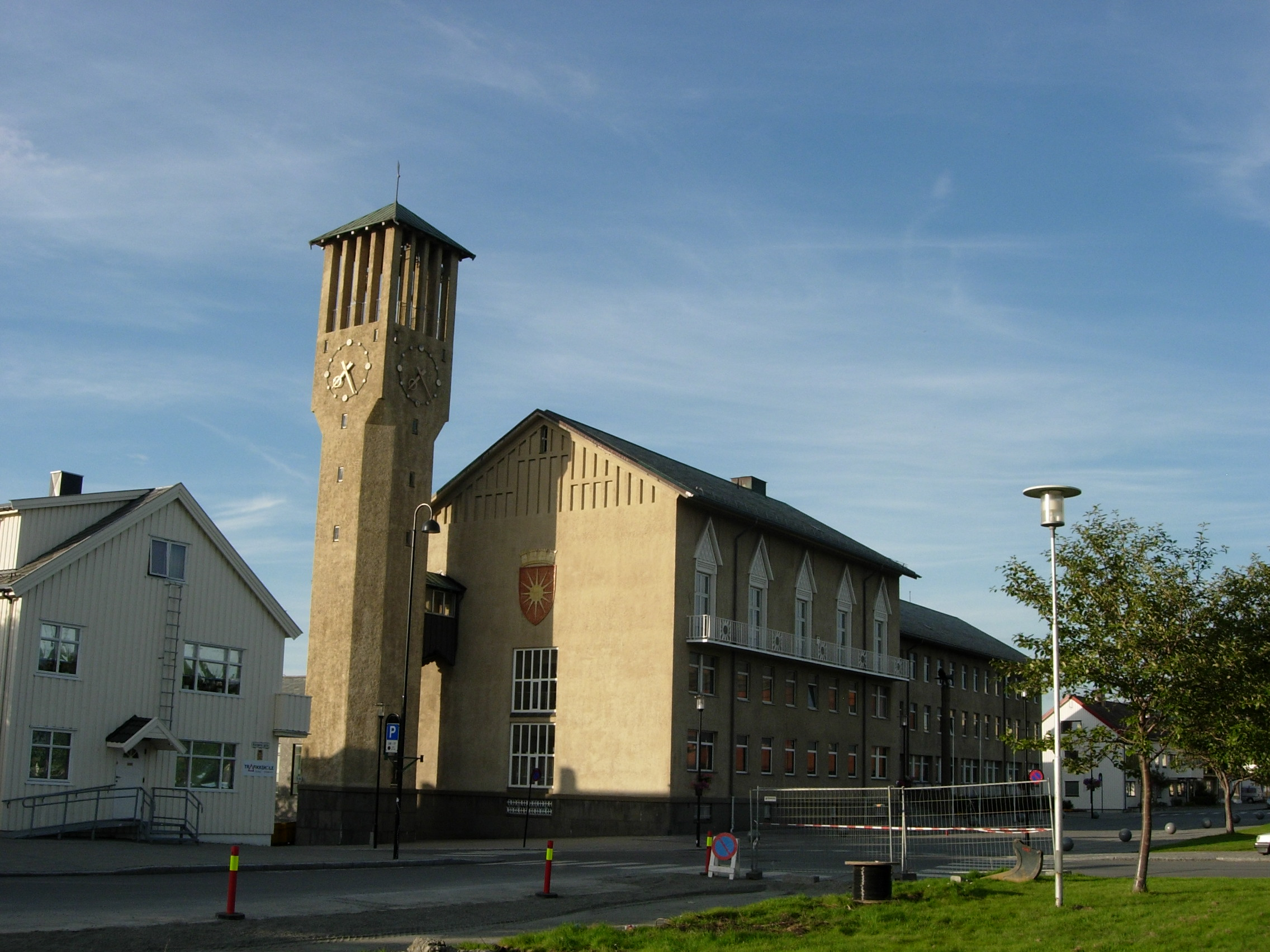
Ajuntament de Bodø.

L'òrgan polític superior a nivell local és el Consell Municipal de Bodø (Bodø bystyre), un organisme compost de 39 membres o regidors electes per sufragi universal. Després de les eleccions del 2015, al municipi es troben representats 9 partits polítics,i les forces majoritàries són el Partit Conservador, el Partit Laborista i el Partit Roig, amb 13, 12 i 4 regidors cadascun.
La taula directiva (formannskap) és el segon òrgan polític. Està
conformada per 9 membres electes d'entre el consell, entre els quals es
troben el president o alcalde (ordføre), i el vicepresident. La
taula directiva és el braç executiu del govern municipal i, per tant, en 
la seva elecció intervenen acords polítics per aconseguir una majoria. En el període 2015-2019 es va formar una majoria entre partits de 
dreta i centre, i l'alcaldessa va resultar la dretana Ida Maria Pinnerød, successora d'Ole-Henrik Hjartøy.
El partit més votat és el Partit Conservador (Høyre), que va guanyar la primera elecció municipal el 2015 i després de la restauració de la democràcia el 1945 s'ha mantingut ininterrompudament com el segon partit del municipi, i per primera vegada va guanyar les eleccions davant el Partit Laborista, el qual va superar notablement.
| Període   | Nom                    |
| --------- | ---------------------- |
| 1978-1982 | Roar Nøstvik (H)       |
| 1983-1995 | Per Pettersen (Ap)     |
| 1995-1999 | Oddleif Olavsen (H)    |
| 1999-2011 | Odd-Tore Fygle (Ap)    |
| 2011-2015 | Ole-Henrik Hjartøy (H) |
| 2015-     | Ida Maria Pinnerød (H) |

| Partit polític | Partit polític                                | Representants |    |
| -------------- | --------------------------------------------- | ------------- | -- |
|                | Partit Conservador (Høyre)                    | 13            |    |
|                | Partit Laborista (Arbeiderpartiet)            | 12            |    |
|                | Partit Roig (Rødt)                            | 4             |    |
|                | Partit del Progrés (Fremskrittspartiet)       | 4             |    |
|                | Partit Socialista (Sosialistisk Venstreparti) | 2             |    |
|                | Partit de Centre (Venstre)                    | 1             |    |
|                | Partit Liberal (Venstre)                      | 1             |    |
|                | Partit Verd (Miljøpartiet De Grønne)          | 1             |    |
|                | Partit Democristià (Kristelig Folkeparti)     | ±0            |    |
| Total          | Total                                         | 39            | 39 |

## Transport

### Carreteres i transbordadors vehiculars

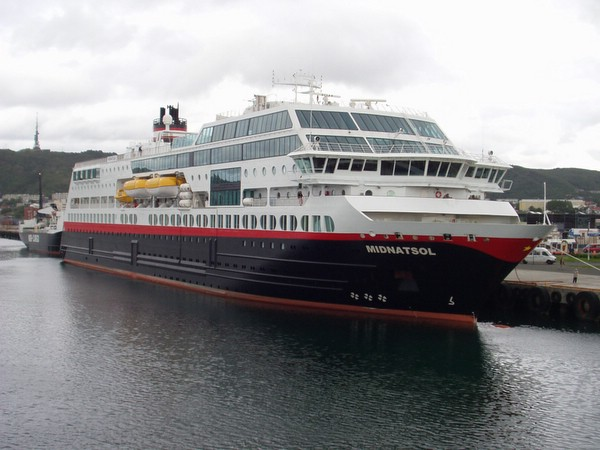
Un transbordador de Hurtigruten fent escala a Bodø.

Bodø està connectada a l'est amb Fauske a través de la carretera nacional 80 i la ruta europea E06. Al nord de la ciutat hi transcorre la carretera nacional 834 a Kjerringøy, amb una etapa de transbordador sobre el Mistfjorden. La carretera costanera nacional 17 surt pel sud cap a Steinkjer. Bodø també s'enllaça per ferri amb les localitats de Røst, Værøy i Moskenes, a les Lofoten.

### Aeroports
L'aeroport de Bodø es localitza a només 15 minuts del centre. Va obrir per al trànsit civil el 1952. Les companyies SAS Braathens i Norwegian Air Shuttle fan vols directes amb Oslo, Trondheim i Tromsø. Widerøe ofereix vols a Andenes, Brønnøysund, Evenes, Leknes, Mo i Rana, Mosjøen, Narvik, Sandnessjøen, Stokmarknes i Svolvær; Kato Air a Røst, i Lufttransport té una ruta d'helicòpters a Værøy.

### Ferrocarrils

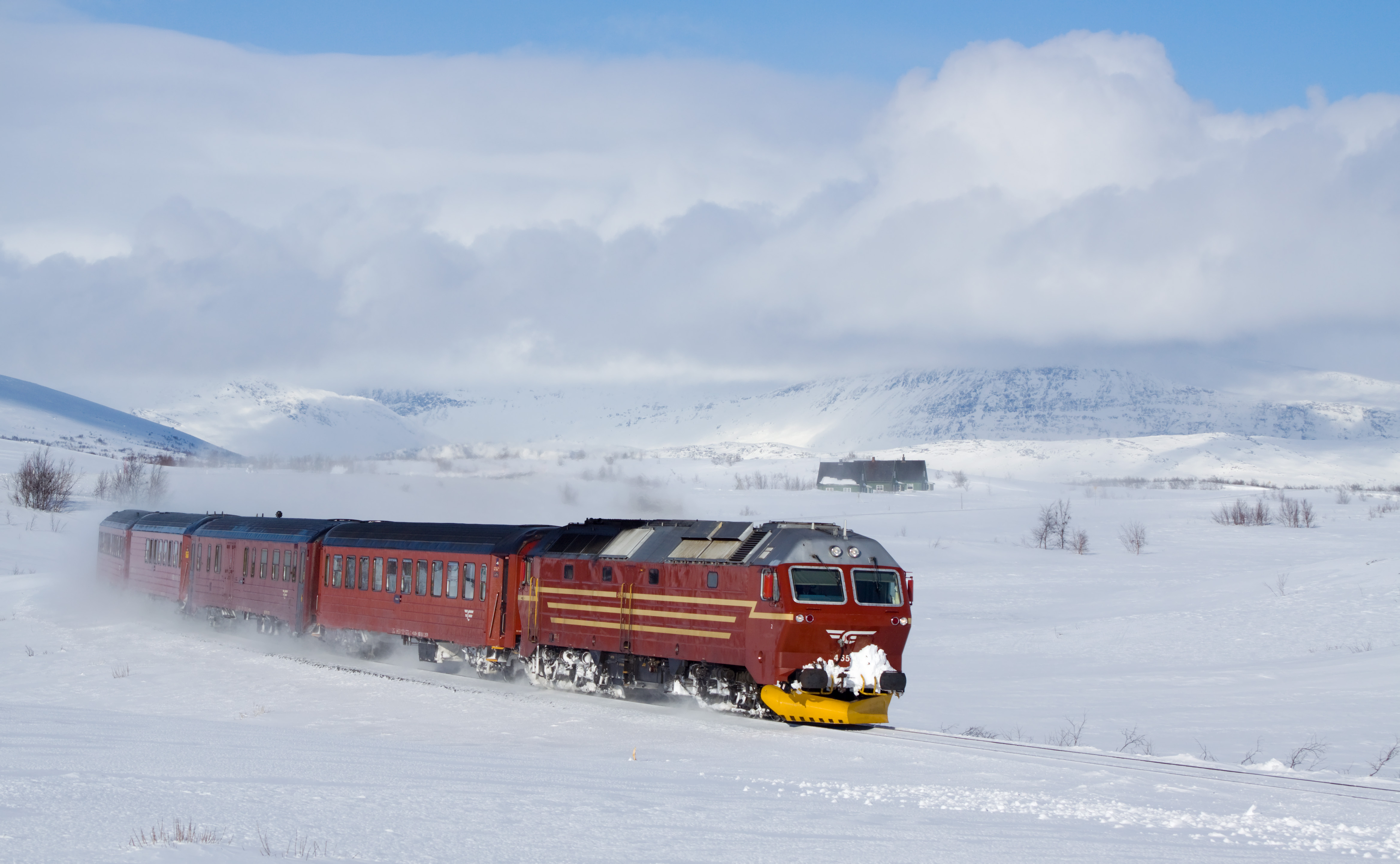
La Línia de Nordland en camí de Bodø, a la serra de Saltfjell.

L'estació de Bodø és terminal de la ruta ferroviària de la Línia de Nordland; va obrir per al transport de mercaderies al desembre del 1961, i va ser inaugurada oficialment juntament el 7 de juny de 1962 pel rei Olaf V. Des d'aquí surten viatges de dia i de nit a Trondheim i viatges locals a Rognan.

### Transbordadors

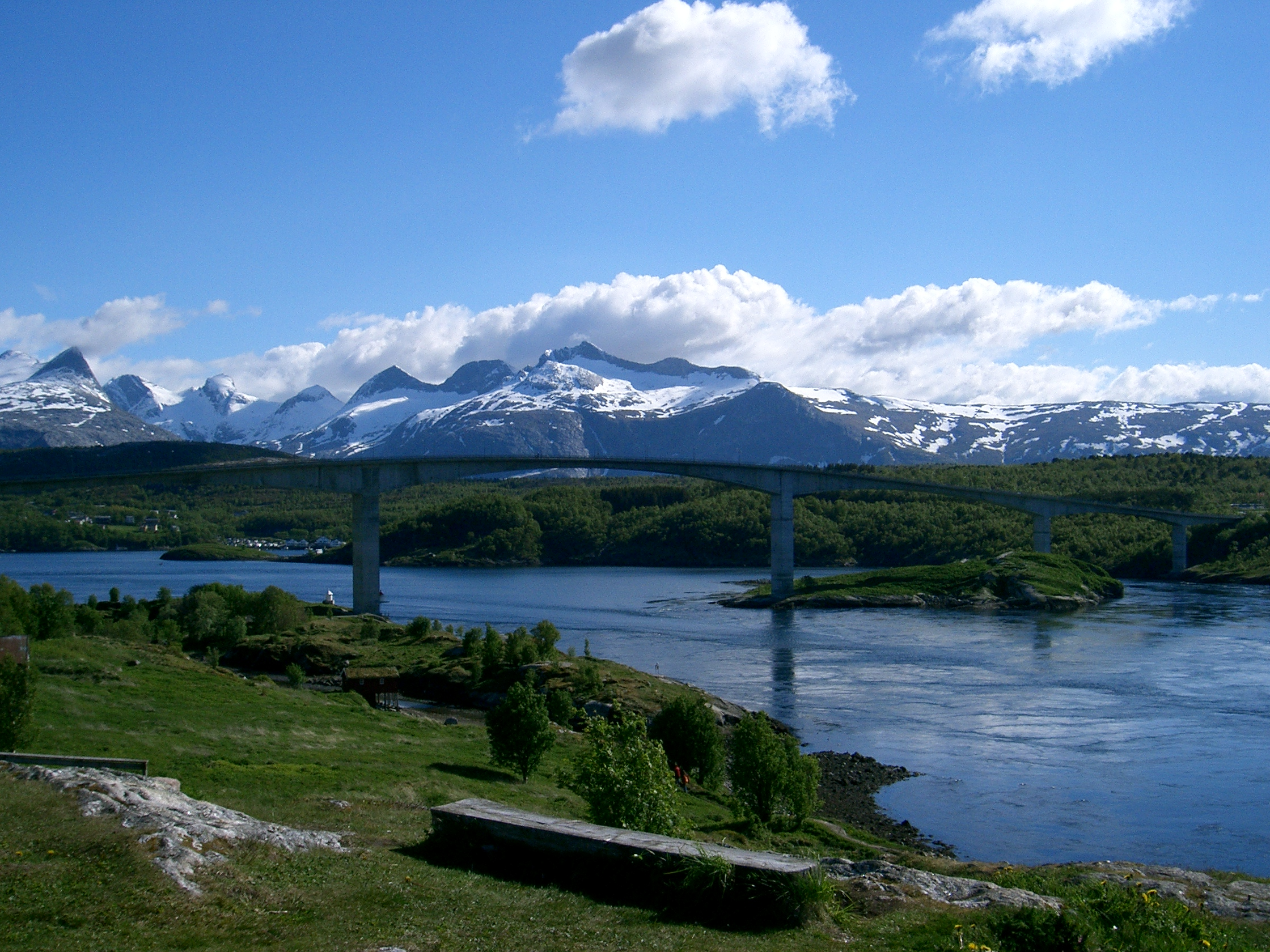
Saltstraumen, amb els monts Børvasstindene al fons.

Bodø és una escala de la xarxa de transbordadors de passatgers Hurtigruten, amb dues arribades al dia (una en direcció nord i l'altra en direcció sud). També hi ha ferris que donen servei a la rodalia, comunicant a Bodø amb l'illa Landegode i els municipis veïns de Steigen i Gildeskål, així com amb Svolvær i Sandnessjøen.

## Cultura i llocs d'interès
- Saltstraumen. El lloc dels remolins més grans de marea del món (coneguts com a Maelstrom).
- Bodø és conegut pel seu terreny apte per a rutes turístiques de camp, així com per les seves activitats d'alpinisme tant a l'estiu com a l'hivern.
- El sol de mitjanit.
- El municipi té la població d'àguiles peixeteres més gran del món.
- L'església de Bodin, un petit temple romànic del segle xii remodelat al segle xix.
- La vella duana de Bodø, un edifici modernista de 1912, supervivent dels bombardejos de 1940.
- El fort Nyholmen, una construcció de 1810 per protegir els magatzems de cereal del poblat de Hundholmen de l'atac dels vaixells britànics durant les Guerres Napoleòniques.
- Les construccions funcionalistes de la postguerra al centre de la ciutat, com la catedral de Bodø, l'ajuntament i l'edifici de correus.

### Museus

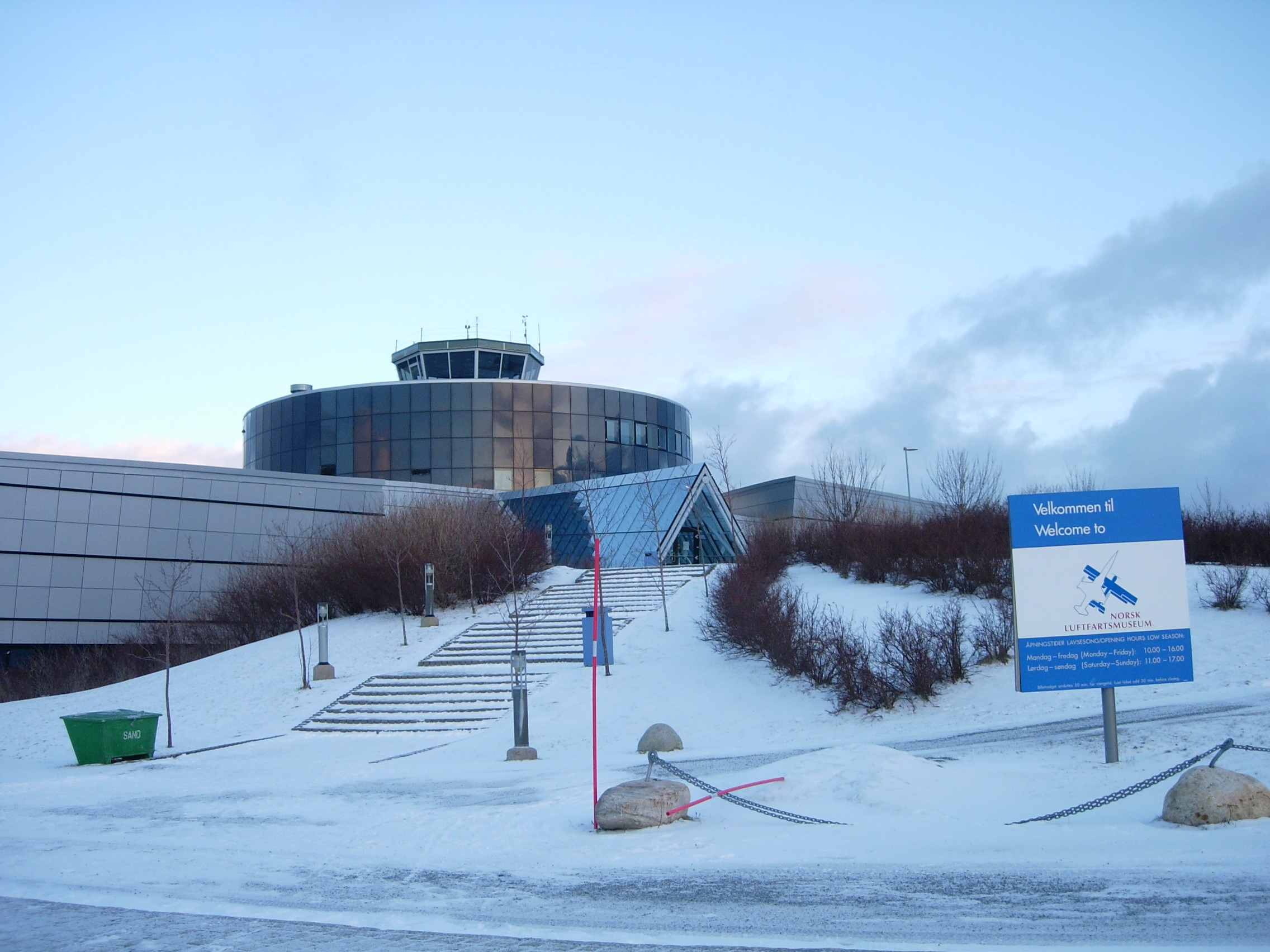
Museu Noruec de les Forces Aèries.

- El Museu de Salten, amb exposicions sobre la cultura costanera de la regió, la cultura sami, la història de Bodø, i un tresor viking de plata localitzat a Bodø el 1919, amb monedes anglosaxones i àrabs.
- El vell poble comercial de Kjerringøy, el més ben conservat de Noruega, conegut per la novel·la de Knut Hamsun Somiadors.
- El Museu Noruec de l'Aviació i el Museu Noruec de la Forces Aèries tenen exposicions sobre l'aviació civil i militar a Noruega. Va ser inaugurat el 1994.
- La Galeria Bodøgaard, un museu privat sobre art i cultura, inclou una gran col·lecció d'obres d'artistes del nord de Noruega i una col·lecció etnogràfica.

### Música

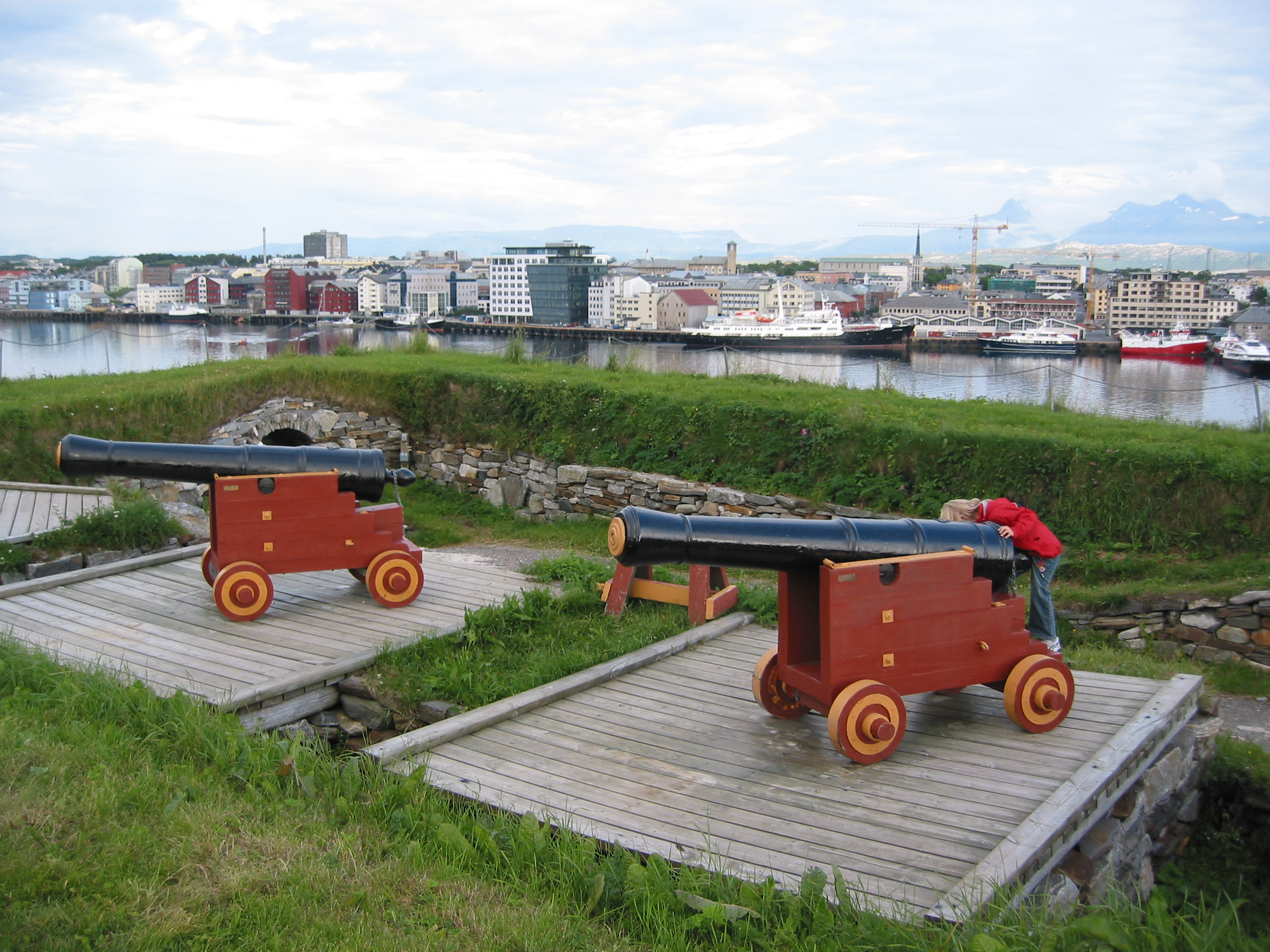
El fort de Nyholmen, davant del centre de la ciutat.

Entre les sales musicals destaquen Hovedscenen Sinus i Kulturhuset Gimlé; totes dues han existit a la ciutat des de la dècada del 1980 i alberguen sovint concerts organitzats per clubs musicals locals. Bodø compta també amb festivals musicals anuals:
- El Festival Musical de Nordland (Nordland Musikkfestuke), celebrat cada estiu a Bodø i altres localitats del comtat, amb exhibicions de música clàssica i popular.
- El Festival de Música Hardcore de Bodø (Bodø Hardcore Festival), celebrat a la tardor o hivern, especialitzat en hardcore punk.
- El Festival del Parc (Parkenfestivalen), celebrat al Rensåsparken cada tardor des del 2006; compta amb la presència de bandes de rock nacionals i estrangeres.
- El Festival del Club Nødutgang (Nødutgangfestivalen), celebrat cada estiu al voltant del dia de Sant Joan, amb exhibicions de música contemporània, improvisació, industrial, noise i altres exemples de música avantguardista.

### Esglésies

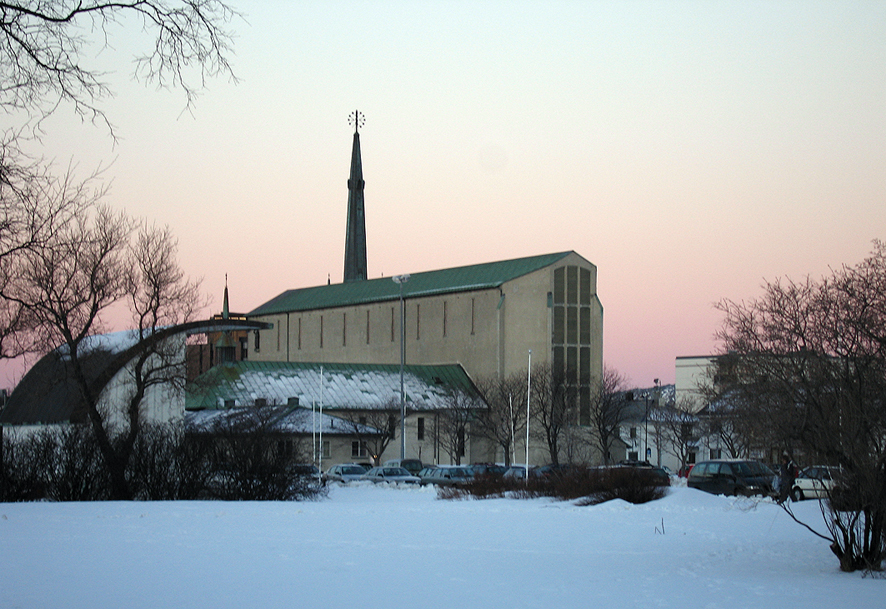
Catedral de Bodø.

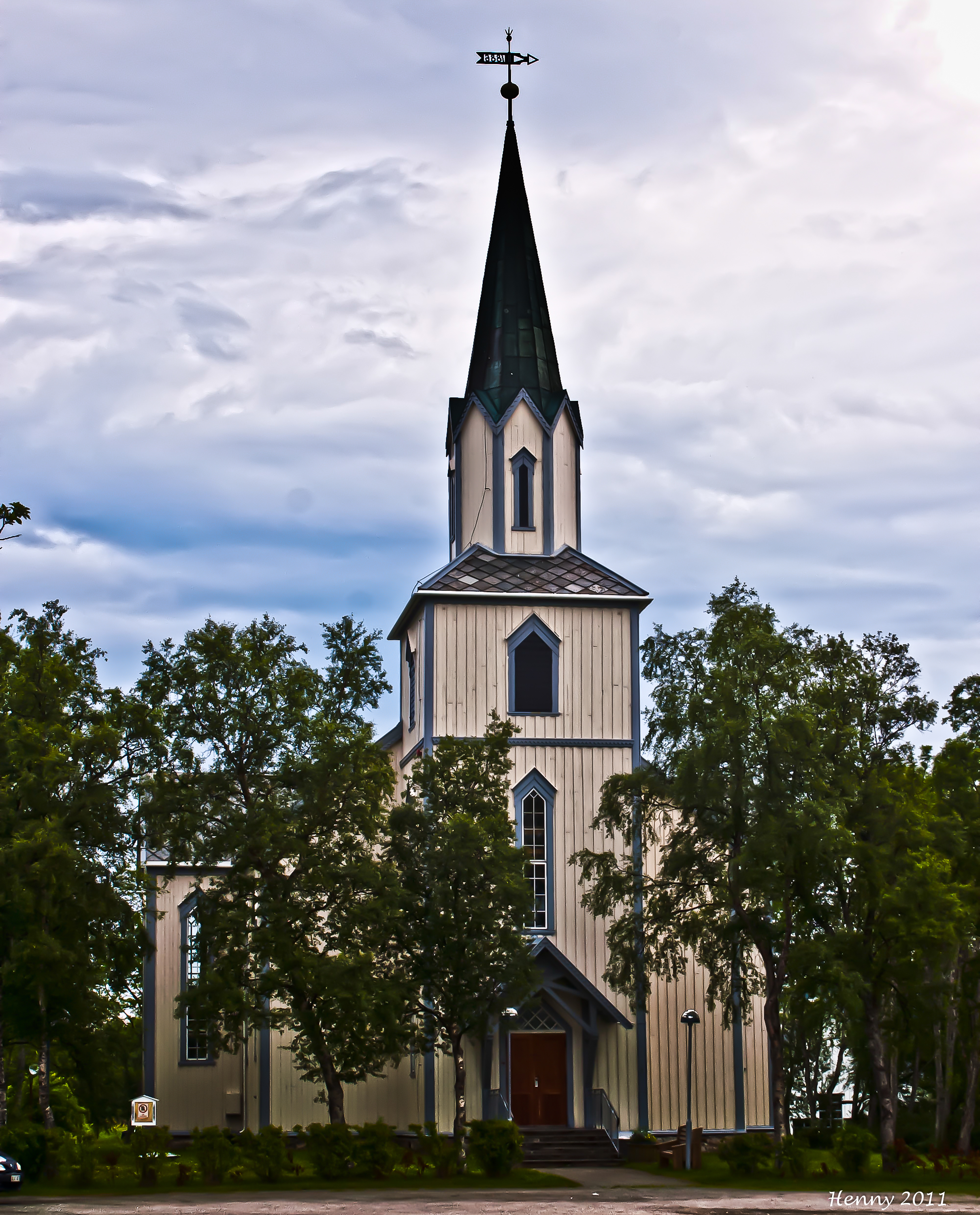
Església de Saltstraumen

Bodø té una desena d'esglésies, repartides en cinc parròquies (sokn) arreu del municipi, situant-s'hi a la ciutat quatre de les deu. Són part del denegat de Bodø, a la Diòcesi de Sør-Hålogaland. La majoria van ser construïdes als segles xix i xx, excepte l'església de Bodin, del segle xiii. La més destacada és la catedral de Bodø, del 1956.
| Parròquia (Sokn)     | Nom de l'església        | Ubicació de l'església | Any de construcció |
| -------------------- | ------------------------ | ---------------------- | ------------------ |
| Bodin                | Església de Bodin        | Bodø                   | 1240               |
| Bodin                | Església de Helligvær    | Helligvær              | 1899               |
| Bodin                | Església de Landegode    | Fenes                  | 1920               |
| Bodø Domkirke        | Catedral de Bodø         | Bodø                   | 1956               |
| Kjerringøy og Rønvik | Església de Kjerringøy   | Kjerringøy             | 1883               |
| Kjerringøy og Rønvik | Església de Rønvik       | Bodø                   | 1997               |
| Misvær og Skjerstad  | Església de Misvær       | Misvær                 | 1912               |
| Misvær og Skjerstad  | Església de Skjerstad    | Skjerstad              | 1959               |
| Saltstraumen         | Església de Saltstraumen | Saltstraumen           | 1886               |
| Saltstraumen         | Església de Tverlandet   | Løding                 | 1983               |

## Esports

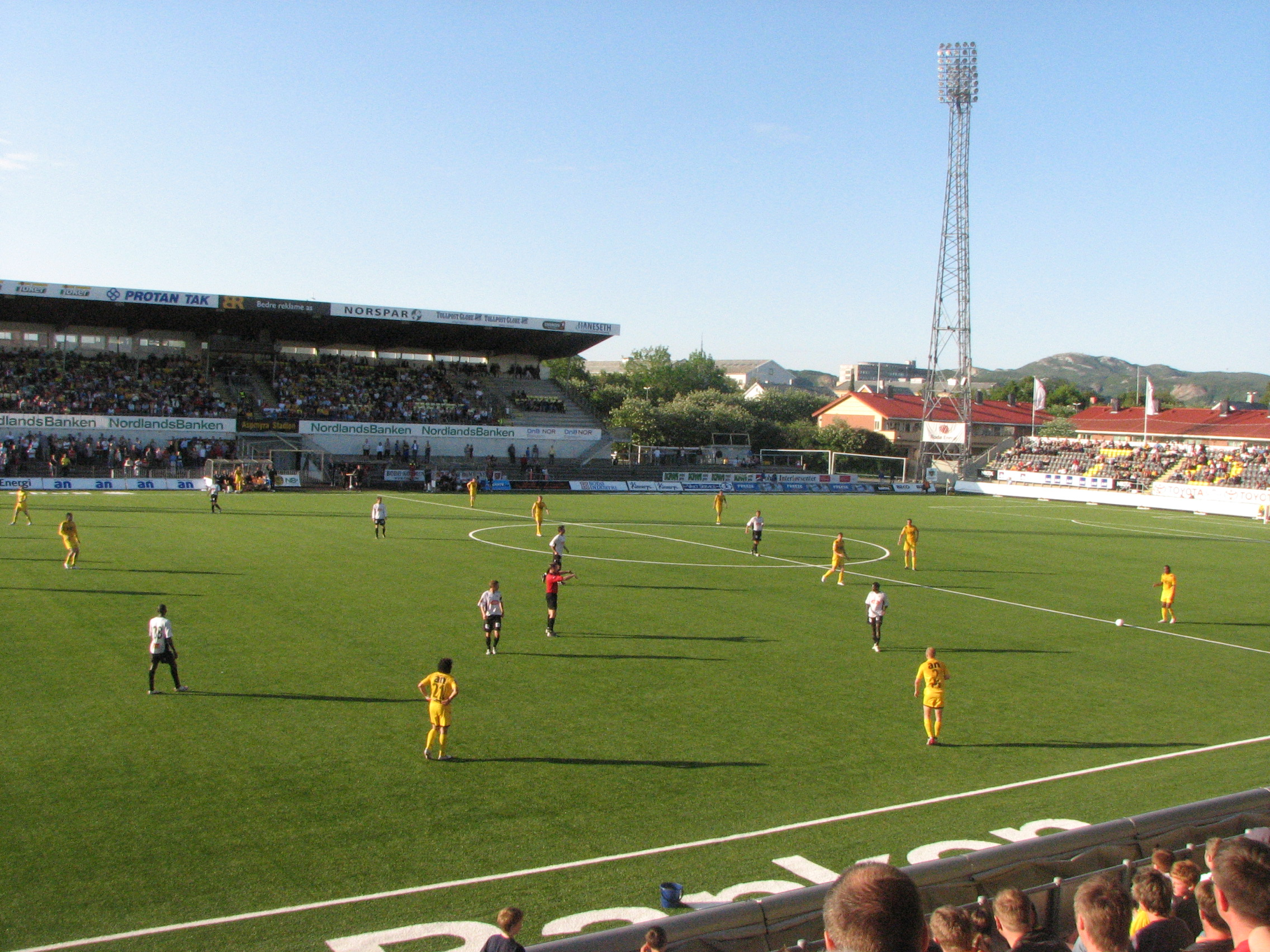
El club de futbol Bodø/Glimt juga a l'Estadi Aspmyra.

El club esportiu més conegut de Bodø és el club de futbol Bodø/Glimt, que juga a l'Adeccoligaen de Noruega i ha estat guanyador del torneig de copa a la Tippeligaen el 1975 i el 1993.
En la categoria femenina el club de futbol IK Grand Bodø juga a la Primera Divisió de Noruega. El club va arribar a aportar diverses de les seves jugadores a la selecció nacional, tant en la categoria juvenil com en la selecció major. Va ascendir el 2006 a la Toppserien (la lliga superior), però va tornar a descendir-ne el 2007 després de jugar una sola temporada.
El club d'handbol I.K. Junkeren en la seva branca femenina va formar part de la lliga superior, però es va retirar a causa de problemes econòmics. Bodø compta a més amb diversos clubs esportius tant per a adults com per a menors.